# Fisklösen (Säfsnäs socken, Dalarna, 667385-141706)
Fisklösen är en sjö i Ludvika kommun i Dalarna och ingår i Göta älvs huvudavrinningsområde.